# Blitzkrieg (singel)
Blitzkrieg – drugi singel z albumu Termination Bliss szwedzkiej grupy Deathstars. Wydany w 2006 roku.

## Lista utworów
1. Blitzkrieg - 4.04
2. Play God - 4.09
3. Blitzkrieg (teledysk) - 4.04